# Un ragazzo alla corte di re Artù
Un ragazzo alla corte di re Artù (A Kid in King Arthur's Court) è un film del 1995 diretto da Michael Gottlieb. Produzione Disney, è una storia fantastica liberamente ispirata al romanzo di Mark Twain Un americano alla corte di re Artù (1899), riambientandola nel presente.

## Trama
Calvin Fuller vive nel sobborgo di Reseda a Los Angeles e ama il baseball, ma non è un buon giocatore. È a una partita, in piedi alla battuta per la sua squadra, i Knights, pronto per l'ennesimo strike out. Improvvisamente un terremoto colpisce; mentre gli altri corrono per mettersi in salvo, il terreno si apre sotto le scarpe di Calvin e lui cade nell'abisso. Alla fine atterra sulla testa di un cavaliere nero del VI secolo. Dopo aver sentito della sua apparizione miracolosa, Re Artù, vedendolo come il salvatore di cui Merlino aveva predetto l'apparizione, chiama Calvino di Reseda e lo invita a cenare con la corte.
Calvin inizia il suo addestramento da cavaliere sotto il miglior cavaliere di Artù, Sir Kane, per aiutare il re a mantenere la sua corona. Quando il terremoto ha colpito, Calvin aveva appena afferrato il suo zaino, un fatto che gli permette di abbagliare la gente di Camelot con la sua "magia" futuristica, inclusa un'introduzione al rock and roll tramite lettore CD e un coltellino svizzero. Calvin mostra loro anche come realizzare pattini a rotelle in linea. Il suo lavoro gli procura adulazione e fama, ma suscita anche la gelosia di Lord Belasco, che userà ogni mezzo per impossessarsi del trono. Nel frattempo, Calvin si ritrova a trascorrere del tempo e sviluppare una cotta per la giovane principessa Katey, mentre sua sorella, Sarah, è segretamente innamorata di Sir Kane. Belasco va avanti con i suoi piani e rapisce Katey e cerca di incastrare Calvin per omicidio e dice a Sarah che se non lo sposa, Katey morirà. Mentre Belasco sta per arrestare Calvin, Sarah lo salva, gli dice che Katey è viva e di trovare suo padre e mostrargli le prove. Calvin va da Arthur e mostra la prova del piano di Belasco. Al gioco, Arthur indirizza erroneamente i cavalieri e aiuta Calvin a scappare e si travestono per andare a salvare Katey. Camminando tra la gente, Calvin dice ad Arthur che Belasco ha derubato loro per anni e pensano che ad Arthur non importi di loro, e Arthur giura di essere un re migliore. Calvin e Arthur scoprono il castello in cui Katey è tenuta prigioniera; durante il combattimento, Calvin rinnova la volontà di combattere di Arthur dandogli Excalibur (donato a Calvin da Merlino). Rilasciano Katey, ma il secondo in comando di Belasco, Richard, la rapisce di nuovo e la tiene in ostaggio sopra il fossato. Calvin usa un puntatore laser dal suo lettore CD per accecare Richard, facendolo cadere e salvando Katey. Arthur cavalca Calvino come Cavaliere della Tavola Rotonda e torna a Camelot per impedire a Belasco di costringere Sarah a sposarsi. Per abbattere definitivamente Belasco, Arthur organizza un torneo di giostre per la mano di Sarah.
Durante il torneo, Sir Kane sconfigge tutti gli avversari e solo lui e Lord Belasco sono in finale. Belasco usa un cristallo d'ingrandimento per usare la luce del sole per irradiarlo negli occhi di Kane e quasi metterlo fuori combattimento. Sarah scappa arrabbiata e Calvin chiede al re di bloccare Belasco. Belasco è vicino a dichiarare la sua vittoria se Kane non torna, ma Kane torna e lo affronta in un'altra giostra; Belasco fa cadere l'elmo di Kane, ma l'ormai senza testa Kane giostra ancora e ottiene una vittoria in rimonta facendo cadere Belasco da cavallo. Ma non è Kane, è Calvin, che fa capolino dalla grande armatura. Belasco tira Calvin giù da cavallo e cerca di ucciderlo, ma il cavaliere nero che Calvin ha incontrato in precedenza appare e tende un'imboscata a Belasco, salvando Calvin. Rinunciando alla sua vittoria per il cavaliere nero, Calvin, Arthur e tutta Camelot sono sorpresi di vedere che il cavaliere è Sarah stessa; uno sbalordito ma felice Arthur premia sua figlia con il diritto di scegliere la propria mano in matrimonio, e lei sceglie con orgoglio Kane. Belasco è bandito per sempre da Camelot. Ora che ha aiutato Artù a mantenere la corona, Calvin chiede a Merlino di mantenere la sua parte dell'accordo e di rimandarlo a casa, e dice tristemente addio al re e a Katey. È tornato al 20º secolo poco prima del momento in cui è andato a segno, e sale sul piatto: questa volta è pronto e mette a segno un fuoricampo. Viene accolto dai suoi compagni di squadra, inclusa Katey, ed è osservato da King Arthur, che sta tagliando un pezzo di legno con un coltellino tascabile, lo stesso coltello che gli ha dato Calvin. Merlino prende il fuoricampo di Calvin e poi rompe il quarto muro affermando "Ha insegnato a quel ragazzo tutto quello che sa".

## Sequel
Il film ha ricevuto un seguito nel 1998: Il fantastico mondo di Aladino.